# Tranvía de Sapporo

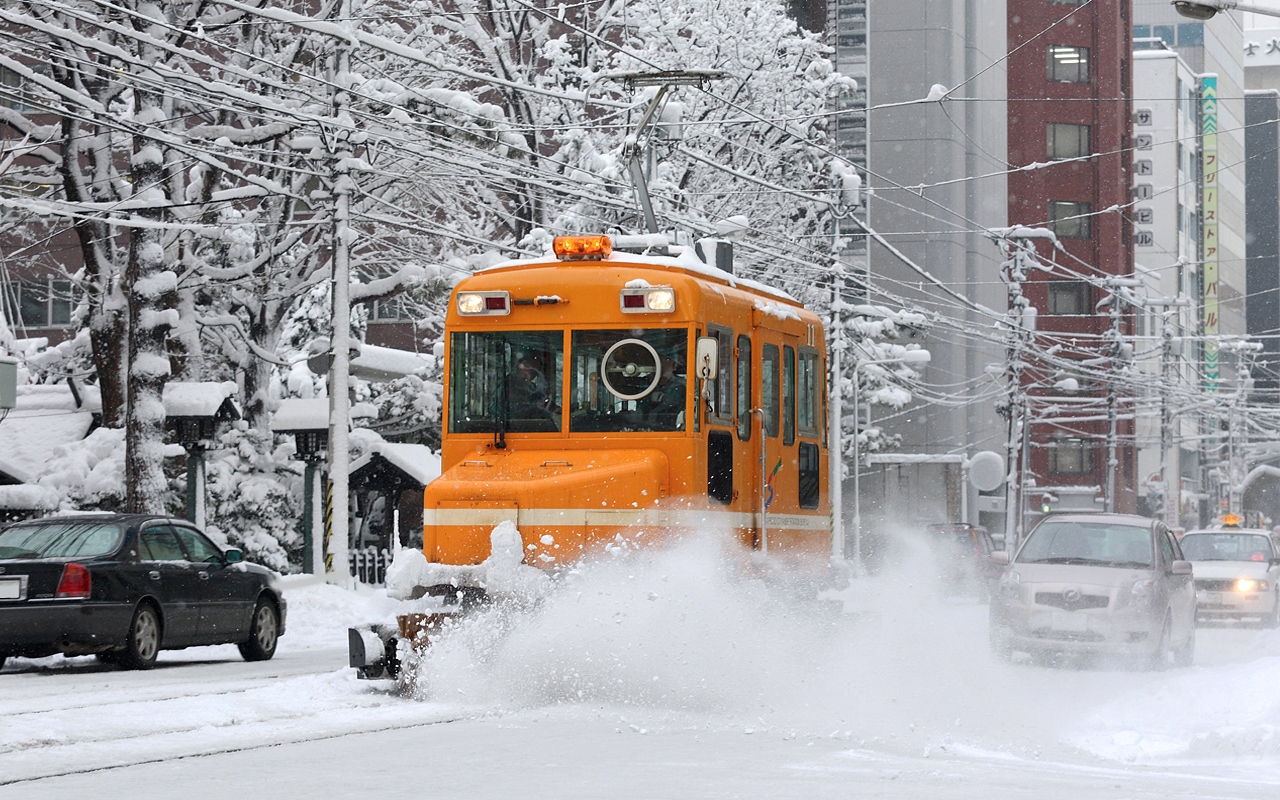
El singular limpiador de nieve "Sasara Tram", que utiliza cepillos de bambú giratorios para limpiar las pistas en invierno, enero de 2009.

El tranvía de Sapporo (en japonés: 札幌市電; Sapporo shiden) es una red de tranvías situada en Sapporo, Hokkaidō, Japón. Está operada por la Oficina de Transporte de la Ciudad de Sapporo. A veces los residentes se refieren al sistema simplemente como el shiden (市電). El primer tramo de la red se inauguró en 1909 con el nombre de "Ferrocarril de carros de piedra de Sapporo" (札幌石材馬車鉄道, Sapporo sekizai basha tetsudō); se electrificó en 1918. La Oficina de Transportes se hizo cargo de la red en 1927.

## Líneas y rutas
En su punto álgido, en 1958, la red tenía 25 kilómetros de longitud con 11 líneas y 7 rutas. Sin embargo, la red se redujo debido al aumento del número de automóviles y a la apertura del metro municipal de Sapporo.
Tras los cierres de la década de 1970, quedaron tres líneas. Se denominaron colectivamente Línea de Tranvía Ichijō-Yamahana (一条・山鼻軌道線, Ichijō-yamahana-kidōsen) o simplemente Línea de Tranvía (軌道線, Kidōsen), ya que las líneas cubrían un recorrido incompleto del centro de la ciudad.
- Línea Ichijō (一条線): Nishi-Yon-Chōme - Nishi-Jūgo-Chōme
- Línea Yamahana-Nishi (山鼻西線): Nishi-Jūgo-Chōme - Chūō-Toshokan-Mae
- Línea Yamahana (山鼻線): Chūō-Toshokan-Mae - Susukino

Las líneas se combinaron en una sola ruta circular tras la apertura de la línea Toshin (都心線) entre Susukino y Nishi-Yon-Chōme en diciembre de 2015.
Casi todos los tranvías recorren la línea de círculo completo, con varios tranvías que circulan entre Nishi-Yon-Chōme y Nishisen-Jūroku-Jō durante las horas punta de la mañana. Los tranvías circulan con una frecuencia de 7 a 8 minutos durante el día y de 3 minutos durante las horas punta de la semana entre las estaciones de Nishi-Yon-Chōme y Nishisen-Jūroku-Jō. Los vehículos quedan fuera de servicio en Chūō-Toshokan-Mae.
La tarifa es de 200 yenes. Al igual que el metro, el tranvía acepta la tarjeta SAPICA, una tarjeta magnética de prepago. También se puede utilizar cualquier otra tarjeta electrónica IC (como Kitaca o Suica).

## Estaciones
- Todas las  estaciones están localizadas en Chūō-ku, Sapporo.

| Nombre oficial de la línea | Número | Estación                           | Japonés           | Distancia (km) | Distancia (km) | Transbordos | Localización |
| Nombre oficial de la línea | Número | Estación                           | Japonés           | Línea          | Total          | Transbordos | Localización |
| -------------------------- | ------ | ---------------------------------- | ----------------- | -------------- | -------------- | --- | --- |
| Línea Ichijō               | SC01   | Nishi-Yon-Chōme                    | 西4丁目           | 0              | 0              | - Línea de metro Namboku (Ōdōri, N07 ) - Línea de metro Tōhō (Ōdōri, H08 ) - Línea de metro Tōzai (Ōdōri, T09 ) | Minami 1-jō, Nishi 4-chōme |
| Línea Ichijō               | SC02   | Nishi-Hatchōme                     | 西8丁目           | 0.501          | 0.501          | | Minami 1-jō, Nishi 8-chōme |
| Línea Ichijō               | SC03   | Chūō-Kuyakusho-Mae                 | 中央区役所前      | 0.901          | 0.901          | Línea de metro Tōzai (Nishi-Jūitchōme, T08 )                                                                    | Minami 1-jō, Nishi 10-chōme |
| Línea Ichijō               | SC04   | Nishi-Jūgo-Chōme                   | 西15丁目          | 1.436          | 1.436          | Línea de metro Tōzai (Nishi-Jūhatchōme, T07 )                                                                   | Minami 1-jō, Nishi 14-chōme |
| Línea Yamahana-Nishi       | SC05   | Nishisen-Roku-Jō                   | 西線6条           | 0.564          | 2.000          | | Minami 6-jō, Nishi 14-chōme |
| Línea Yamahana-Nishi       | SC06   | Nishisen-Ku-Jō Asahiyama-Kōen-Dōri | 西線9条旭山公園通 | 0.938          | 2.374          | | Minami 9-jō, Nishi 14-chōme |
| Línea Yamahana-Nishi       | SC07   | Nishisen-Jūichi-Jō                 | 西線11条          | 1.308          | 2.744          | | Minami 11-jō, Nishi 14-chōme |
| Línea Yamahana-Nishi       | SC08   | Nishisen-Jūyo-Jō                   | 西線14条          | 1.790          | 3.226          | | Minami 14-jō, Nishi 14-chōme |
| Línea Yamahana-Nishi       | SC09   | Nishisen-Jūroku-Jō                 | 西線16条          | 2.164          | 3.600          | | Minami 16-jō, Nishi 14-chōme |
| Línea Yamahana-Nishi       | SC10   | Ropeway-Iriguchi                   | ロープウェイ入口  | 2.537          | 3.973          | | Minami 19-jō, Nishi 14-chōme |
| Línea Yamahana-Nishi       | SC11   | Densha-Jigyōsho-Mae                | 電車事業所前      | 2.873          | 4.309          | | Minami 21-jō, Nishi 14-chōme |
| Línea Yamahana-Nishi       | SC12   | Chūō-Toshokan-Mae                  | 中央図書館前      | 3.154          | 4.590          | | Minami 22-jō, Nishi 13-chōme |
| Línea Yamahana             | SC13   | Ishiyama-Dōri                      | 石山通            | 0.331          | 4.921          | | Minami 22-jō, Nishi 11-chōme |
| Línea Yamahana             | SC14   | Higashi-Tonden-Dōri                | 東屯田通          | 0.611          | 5.202          | | Minami 22-jō, Nishi 9-chōme |
| Línea Yamahana             | SC15   | Kōnan-Shōgakkō-Mae                 | 幌南小学校前      | 1.023          | 5.613          | | Minami 22-jō, Nishi 7-chōme |
| Línea Yamahana             | SC16   | Yamahana-Jūku-Jō                   | 山鼻19条          | 1.281          | 5.871          | | Minami 19-jō, Nishi 7-chōme |
| Línea Yamahana             | SC17   | Seishūgakuen-Mae                   | 静修学園前        | 1.697          | 6.287          | Línea de metro Namboku (Horohira-Bashi, N10 )                                                                   | Minami 16-jō, Nishi 7-chōme |
| Línea Yamahana             | SC18   | Gyōkei-Dōri                        | 行啓通            | 2.028          | 6.618          | | Minami 14-jō, Nishi 7-chōme |
| Línea Yamahana             | SC19   | Nakajima-Kōen-Dōri                 | 中島公園通        | 2.505          | 7.095          | | Minami 11-jō, Nishi 7-chōme |
| Línea Yamahana             | SC20   | Yamahana-Ku-Jō                     | 山鼻9条           | 2.848          | 7.438          | Línea de metro Namboku (Nakajima-Kōen, N09 )                                                                    | Minami 9-jō, Nishi 7-chōme |
| Línea Yamahana             | SC21   | Higashi-Honganji-Mae               | 東本願寺前        | 3.161          | 7.751          | | Minami 7-jō, Nishi 7-chōme |
| Línea Yamahana             | SC22   | Shiseikan-Shōgakkō-Mae             | 資生館小学校前    | 3.592          | 8.182          | | Minami 4-jō, Nishi 6-chōme |
| Línea Yamahana             | SC23   | Susukino                           | すすきの          | 3.866          | 8.456          | - Línea de metro Namboku (Susukino, N08 ) - Línea de metro Tōhō (Hōsui-Susukino, H09 )                          | Minami 4-jō, Nishi 4-chōme |
| Línea Toshin               | SC24   | Tanuki Koji                        | 狸小路            | 0.247          | 8.703          | | - Minami 3-jō, Nishi 4-chōme (en sentido contrario a las agujas del reloj) - Minami 2-jō, Nishi 3-chōme (en el sentido de las agujas del reloj) |
| Línea Toshin               | SC01   | Nishi Yon-Chome                    | 西4丁目           | 0.449          | 8.905          | Bucle: ver arriba                                                                                               | Bucle: ver arriba |